# Stiftung Zanders

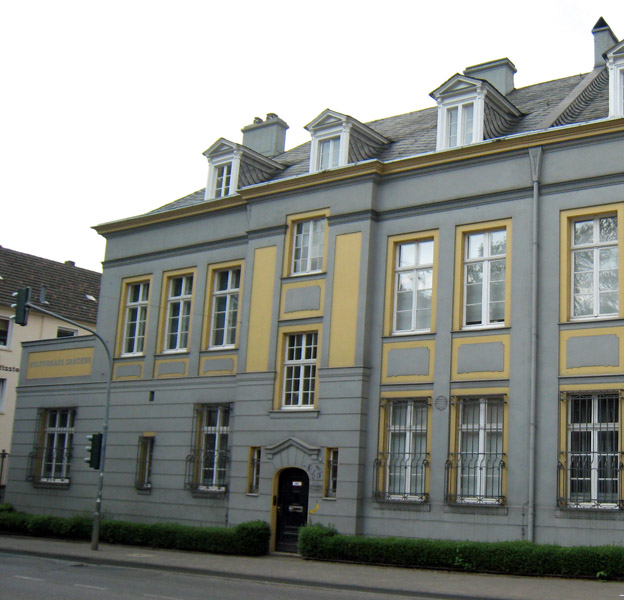
Sitz der Stiftung Zanders – Papiergeschichtliche Sammlung

Die Stiftung Zanders ist eine papiergeschichtliche Sammlung in Bergisch Gladbach, Hauptstraße 267. Sie wurde am 18. April 1977 von dem Papierfabrikanten Johann Wilhelm Zanders gegründet. Die Genehmigungsurkunde des Innenministeriums des Landes Nordrhein-Westfalen zur Errichtung der „Stiftung Zanders – Papiergeschichtliche Sammlung“ stammt vom 23. Mai 1977. Es handelt sich um eine Stiftung privaten Rechts. Zurzeit wird die Stiftung Zanders durch die Diplomarchivarin Magdalene Christ geleitet.

## Gegenstand der Stiftung
Laut §2 der Stiftungssatzung ist ihr Zweck das Sammeln, Ordnen, Erhalten und Auswerten des Materials zur Papiergeschichte, insbesondere für wissenschaftliche Zwecke. Inhaltlich besteht die Stiftung Zanders im Wesentlichen aus dem Archiv der Papierfabrik Zanders, dem Familienarchiv Zanders, der eigentlichen papiergeschichtlichen Sammlung mit über 400 alten Schöpfsieben, um 10.000 Papiermustern und etwa 2000 historischen Wasserzeichenpapieren.  Verschiedene weitere Sammlungen wie zum Beispiel historische Fotos ab 1843 und Postkarten sowie Bücher auf Zanders-Bütten ergänzen die Sammlung. Seit 1989 gliedert sich die Bestandsübersicht wie folgt:
1. Die Papiergeschichtliche Sammlung
  1. Fachbibliothek zur Papiergeschichte
  2. Schöpfsiebsammlung
  3. Papier- und Wasserzeichen-Sammlung
  4. Bücher auf Zanders-Bütten
  5. Gemälde-Sammlung
2. Das Firmenarchiv Zanders
  1. Archivalien des Werksarchivs
  2. Musterbücher
  3. Papierproben (Anfertigungsmuster, Ausfallmuster)
  4. Werbung und Absatz
  5. Fotoarchiv
3. Das Familienarchiv
  1. Nachlass Maria Zanders
  2. Maria-Zanders-Bibliothek
  3. Max-Bruch-Archiv
  4. Nachlass Margarete Zanders[1]

## Das Gebäude
1876 ließ Maria Zanders das Haus Hauptstraße 269 erbauen, in dem heute der Altenberger Dom-Verein untergebracht ist. 1900/1901  war ihr Sohn Hans Wilhelm Zanders Initiator für die Erweiterung  um das Haus Hauptstraße 267.  Dort wohnten in den Folgejahren verschiedene Familienmitglieder der Familie Zanders. Zeitweilig war hier das Finanzamt untergebracht. 1982 wurden beide Häuser als Gesamtobjekt unter Nr. 3 als Baudenkmal in die Denkmalliste der Stadt Bergisch Gladbach eingetragen.

## Baudenkmal
Das Gebäude ist als Baudenkmal unter lfd. Nr. 3 seit dem 24. Februar 1982 in der Liste der Baudenkmäler in Bergisch Gladbach aufgeführt.